# オウロル

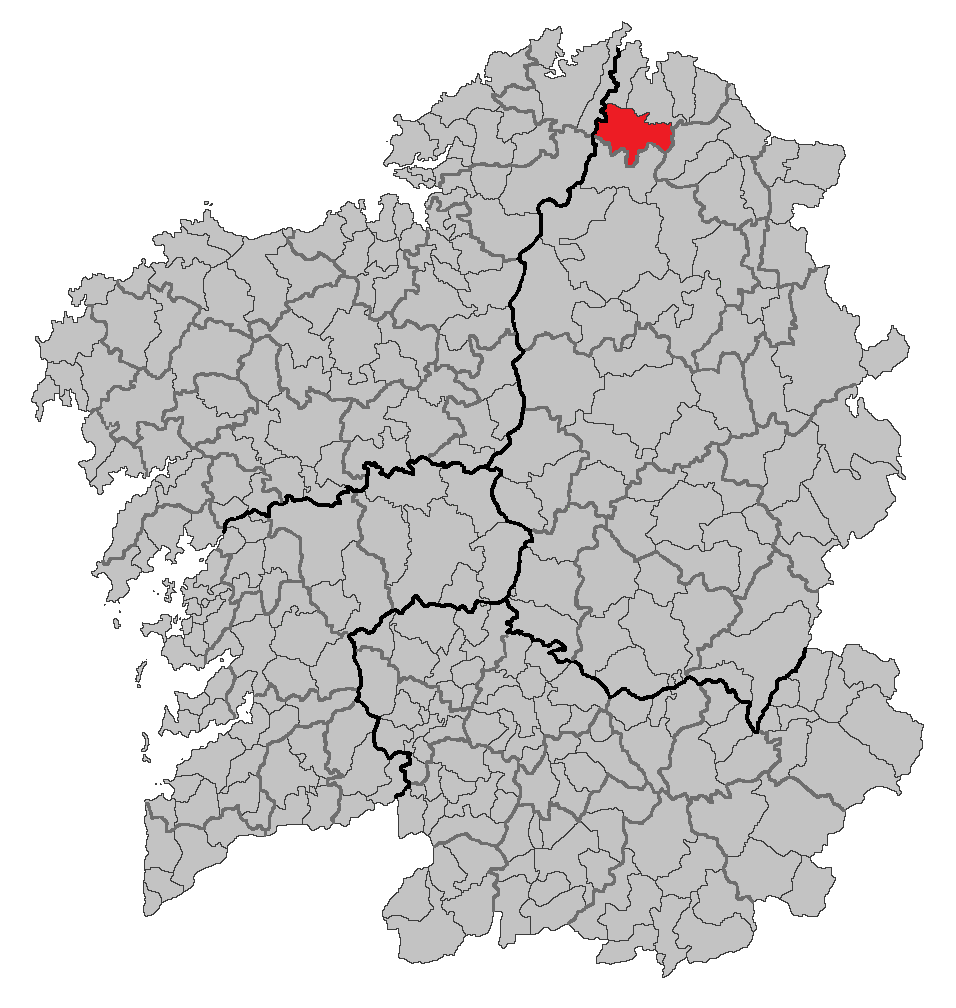

オウロル（Ourol）、スペイン、ガリシア州、ルーゴ県の自治体で、コマルカ・ダ・マリーニャ・オクシデンタルに属する。ガリシア統計局によれば、2010年に人口は1,175人（2009年：1.216人、2008年：1,259人、2007年：1,273人、2006年:1,301人、2005年:1,324人、2004年:1,365人、2003年:1,407人）。自治体の中心地区はオウロル教区にある。カスティーリャ語表記はOrol（オロル）。
ガリシア語話者の自治体住民に占める割合は98.95％（2001年）。

## 地理
オウロルはルーゴ県の北部に位置し、コマルカ・ダ・マリーニャ・オクシデンタルに属する。北はオ・ビセードとビベイロと、東はオ・バラドウロと、南はムーラスと、西はア・コルーニャ県のマニョンの各自治体と隣接する。自治体中心地区はオウロル教区のオウロル地区。

### 人口
| オウロルの人口推移 1900－2010                           |
|                                                         |
| 出典:INE（スペイン国立統計局）1900年 - 1991年、1996年 - |

## 政治
自治体首長はガリシア国民党（PPdeG）のマルシャル・サンフルホ・フェルナンデス（Marcial Sanjurjo Fernández）、自治体評議員はガリシア国民党：5、ガリシア社会党（PSdeG-PSOE）：4となっている（2007年の自治体選挙の結果、得票順）。

## 教区
オウロルは8の教区に分けられている。太字は自治体中心地区のある教区。
- アンボソーレス（サンタ・マリーア）
- ブラーボス（サンティアーゴ）
- メリージェ（サンタ・エウラリア）
- ミニョートス（サン・ペドロ）
- オウロル（サンタ・マリーア）
- サン・パンタレオン・デ・カバーナス（サン・パンタレオン）
- オ・シスト（サンタ・マリーア）
- シェルディス（サンタ・マリーア）